# Ruth Hiatt
Ruth Hiatt (6 de janeiro de 1906 - 21 de abril de 1994) foi uma atriz de cinema estadunidense da era do cinema mudo, que atuou em 106 filmes entre 1915 e 1941. Hiatt também foi dançarina, mas se tornou mais conhecida como comediante, pela atuação nas comédias dos anos 1920 dirigidas por Jack White, Norman Taurog, e Mack Sennett.

## Atriz infantil
Hiatt nasceu em Cripple Creek, no Colorado. Estreou no cinema aos dez anos de idade, com a Lubin Manufacturing Company, em San Diego, Califórnia. Atuou nas comédias The Inner Chamber (1915), seu primeiro filme, e The Vigilantes (1918), e depois voltou à escola, formando-se por volta de 1922.

## Comédias
Na adolescência foi descoberta pelo comediante Lloyd Hamilton, e atuou na comédia curta-metragem The Speeder (1922), uma produção da Hamilton Comedy Film Company. Atuou num pequeno papel não creditado ao lado de Douglas Fairbanks em Robin Hood (1922).  Atuou várias vezes ao lado de Hamilton, e com ele interpretou uma criança de rua em Lonesome (1924); nesse papel usava os sapatos que haviam sido usados pelo Senador dos Estados Unidos, Harry Lane, do Oregon, que os deixara na casa de seu primo, o cartunista Pinto Colvig.
Em Smith's Baby (1925), Hiatt atua ao lado de Raymond McKee. Sennett elenca Hiatt e McKee com a estrela infantil de Our Gang, Mary Ann Jackson, em 1927. As comédias curtas continuam com a série Jimmy Smith, sob os títulos Smith's Pony (1927), Smith's Cook (1927), Smith's Cousin (1927) e Smith's Modiste Shop (1927). A produção era da Pathé. Jackson e McKee atuaram ao lado de Hiatt e Hoot Gibson em The Flying Cowboy (1928). Atuou ao lado de Ken Maynard no Western Sunset Trail (1932).
A carreira de Hiatt se estendeu até 1941. Algumas de suas participações foram em comédias dos Três Patetas tais como Men in Black (1934), e em comédias de Our Gang, tais como Beginner's Luck (1935), Just Speeding (1936) e Double Trouble (1941), seu último filme.
Após se retirar do cinema, dedicou-se aos negócios de maquiagem.

## Carreira de modelo

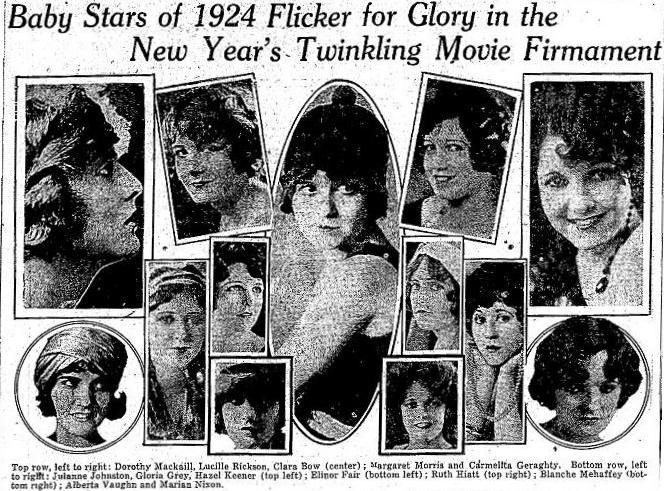
Ruth Hiatt, uma das “Wampas Baby Stars” de 1924.

Em agosto de 1922, Hiatt foi modelo na Beckman Furs da West 7th Street, em Los Angeles, Califórnia. Ela foi premiada em primeiro lugar em beleza no festival anual de Venice Beach, em agosto de 1923. Hiatt foi selecionada como uma das treze Wampas Baby Stars em 1924, ao lado de atrizes como Margaret Morris, Blanche Mahaffey, Carmelita Geraghty e Clara Bow.
The WAMPAS Baby Stars foi uma campanha promocional, patrocinada pela United States Western Association of Motion Picture Advertisers, uma associação de anunciantes de cinema, que homenageava treze (quatorze em 1932) jovens mulheres a cada ano, as quais eles acreditavam estarem no limiar do estrelato cinematográfico. Elas foram selecionadas a partir de 1922, até 1934, e eram premiadas anualmente e homenageadas em uma festa chamada WAMPAS Frolic.

## Vida pessoal e morte
Foi casada três vezes.
Ruth Hiatt morreu em Montrose, Califórnia, em 1994, de insuficiência cardíaca, e foi sepultada no Forest Lawn Memorial Park (Glendale).

## Filmografia parcial
- The Inner Chamber (1915)
- The Vigilantes (1918)
- The Speeder (1922)
- Robin Hood (1922)
- Lonesome (1924)
- His First Flame (1927)[8]
- Smith's Baby (1925) (série Jimmy Smith)
- Smith's Pony (1927) (série Jimmy Smith)
- Smith's Cook (1927) (série Jimmy Smith)
- Smith's Cousin (1927) (série Jimmy Smith)
- Smith's Modiste Shop (1927) (série Jimmy Smith)
- The Flying Cowboy (1928)
- The Chinatown Mystery (1928)
- The Sunset Trail (1932)
- Men in Black (1934)
- The Broken Coin (1936)
- Beginner's Luck (1935)
- Just Speeding (1936)
- Double Trouble (1941)